# 黎贵惇
黎贵惇（越南语：／，1726年8月2日—1784年6月11日），字允厚，号桂堂，幼名黎名芳。是越南历史上著名的學者、文人、史学家、哲学家和政治家。其學識淵博、涉獵甚廣，包括詩文、史學、地理、哲學、醫學、天文、農學等多個領域。生平著述豐富，其大部分著作均收入《黎貴惇全集》中，其在越南哲学史和越南思想史上亦占有重要地位，被稱許為越南集大成學者。

## 生平
黎贵惇生于后黎朝裕宗保泰七年（公元1726年），卒于1784年。山南下镇先兴府延河縣（今太平省興河縣）人。出身士大夫家族，父親黎仲庶（黎富庶）為進士，任職刑部尚書，受封侯爵。黎貴惇自幼受到良好的教育，八歲能作賦策，十一歲讀完宋元史，日賦十篇，有「神童」之名。至十四歲已習讀四書五經、史籍傳記，旁及諸子百家，以至「無書不讀、人以宿儒稱之。」。十八歲鄉試中解元，二十七歲登進士第，取為榜眼。「自鄉舉至廷試、皆第一。」。
1753年，黎貴惇被授翰林院侍書，後任侍講。雖他頗受黎顯宗器重，但卻未得到掌握實權的鄭主鄭楹的青睞。黎貴惇也曾因協贊軍務攻剿黃公質義軍有功和諳曉兵番（管理軍事的機構）典例，得到過鄭楹嘉獎，但其多任閑職，或入翰林院、秘書閣、國史館，或監察地方官。
1760年至1762年間，黎貴惇被選為如清歲貢副使，與正使陳輝宓等人出使中國。
1754年，因建議改革，建立法制，被讒言中傷，辭官。
1765年，黎貴惇辭官歸鄉，杜門著書，講學授徒。
黎貴惇頗受靖都王鄭森賞識，1775年前其官職屢有升遷，曾出任陪訟（地位相當於副宰相）。他先被起復為侍書，後因討平黎維義軍有功，遷副都御史。1769年由穎城伯晉封為侯。1770年，黎貴惇受命前往清化勘察戶口，查補軍項，返京後進呈清化民所送賂銀百余鎰，不久擢工部左侍郎，署都御史。黎貴惇與宦官范輝锭過往甚密，1773年，鄭森以范辉锭署府事，黎贵惇人侍陪訟，并以黄五福等掌督兵政，范輝锭掌督财政，黎贵惇掌督民政。
1775年，黎贵惇之子黎贵杰科场舞弊事发，此后又因其他事而遭弹劾、攻击。1776年他出任新设顺化镇抚司协镇抚。1778年，自请改入武班，被授为右校点权府事，改爵义派侯。1779年被解职，1781年起复，任国史馆总裁。
端南王郑棕执政后，于1784年3月，升黎贵惇为工部尚书。同年4月，黎贵惇去世，享年53岁。郑棕闻讯后，命黎显宗罢朝三日以悼之，并追赠其为颖郡公（越南语：／）。

## 著书
与中国类似的，越南传统的士大夫将「三不朽」的「立德」、「立功」、「立言」作为自己的理想和追求。在「立言」这方面，黎贵惇则可以被视为越南传统士大夫的典型代表。越南封建时期，没有任何人如黎贵惇那样著述丰富，著书立说犹如他的人生目的。黎贵惇在他30岁之前，已经撰写了《群書考辨》、《圣谟贤范》等书籍，晚年著成《抚边杂录》。其著作一共约有50部，现代越南学者考证确定的著作有14部。著作的内容涉及哲学、史学、天文、地理等诸多方面。
在可確定的黎貴惇的14部著作中，有7部與哲學有關。另外的一些哲學著作如：《金剛經注解》、《道德經演說》、《存心錄》、《太乙卦運》等極有可能也是他的著作。由于黎貴惇在著作大多以抄本流傳，關于其著作的成書年代、卷次內容、抄錄傳藏等方面不少需要考定的地方。黎貴惇的一些著作中的不少內容為編輯校訂、抄錄轉述、述而不作。述而不作也是黎貴惇學術研究的一個特點。他的哲學和史學著作多為先賢語錄、經典所載內容和其他資料的分類抄錄編輯，正如其自云：「據紙上文字，采諸傳記說話事跡，標指眼目，略加概括，即可成帙」。
下面将列出的是黎贵惇的部分著作：
- 哲学类：
  - 《芸臺類語》。九卷。
  - 《群書考辨》。二卷。
  - 《聖謨賢範》。又作《聖謨賢範錄》。十二卷。
  - 《見聞小錄》。十二卷。
  - 《陰騭文注》。二卷。
  - 《書經衍義》。三卷。
  - 《四書約解》。由漢喃文著成。
- 史學類：
  - 《黎朝通史》
  - 《北使通錄》
  - 《撫邊雜錄》
- 文學類：
  - 《全越詩錄》
  - 《桂堂詩集》

黎贵惇著述豐厚的原因主要有以下幾點：
首先，他出生于书香门第，自幼饱读诗书。其自云：
|  | 僕生于安南、見聞未廣、但幼奉庭訓、兼陪堅士大夫游、累代典籍、幸得竊窺旨奧。 |

其次，黎貴惇多次供職于史館，又曾於鄭王府任要職，得以接觸和利用很多文史資料。有人認為他為了寫作《群書考辨》，曾「讀遍十八世紀所能見到的各種漢文典籍」。
再次，黎貴惇治學嚴謹、勤於閱讀、抄錄，平時讀書所得，均隨筆記之，并分類收藏。其仕途坎坷，失意之余則閉門謝客著書立說，幾次仕途起落也使他有了收集材料著書的時間。

### 特點
黎貴惇所作的《桂堂詩匯選全集》、《全越詩錄》、《桂堂詩集》等都有一些突破封建倫理道德觀念的題材和內容。如，《媽媽我想嫁》一詩，大膽暴露和辛辣諷刺了封建禮教對婦女的禁錮。

## 講學
根據史料，黎貴惇有三次短暫的講學經歷。第一次是在1765年至1766年間，他辭官在家，講學授徒；第二次是在1776年出仕順化的六個月中，曾經視察學宮，并與「諸生講學論文」，鼓勵上進，「諸生就學數十人」；第三次是在1783年出任乂安協鎮撫期間，因為政事不多，當地人常來問學，「乃廣開 學社，學者數百人」，至同年十二月復回朝任職。除此以外，黎貴惇平日也有很多追隨的生徒。《皇越詩選》的編著者人侍行參从继烈侯裴璧、御史台署副都御史镐译伯陈公烁、人侍陪从行兵番机密事物阮廷简等黎郑统治集团的重要人物，皆出自黎贵惇门下。

## 出使中国
1760年至1762年間，黎貴惇被選為如清歲貢副使，與正使陳輝宓等人出使中國。在中國期間，除修貢外，黎貴敦在京城參觀了文廟，歷覽山川，詢訪治體，「觀上國政治如何、人物如何。」，其亦與中國官員和其他國家使節團交往頗多，唱酬應答，詩書相贈，一些較有名的詩文如下：
| 送朝鮮國使 （黎貴惇） 異邦合志亦同方、學術本從先素王。 完福共欣歌五善、逸才偏愧乏三長。 側釐白錘交投贈、端委洪疇覓表章。 信筆書黃終歉歉、粲花清論過揄揚。 |

| 偉才端的讓東方、義理淵源貫百王。 尚友四旬梅信重、相思二月柳條長。 猥因文字成佳好、還借兼從寄短章。 欲寫風情嫌莫肖、丹臺段段想清揚。 |

| 朝鮮國使洪启禧 和诗 （洪启禧 ） 高碁傳譜藥傳方、小帙編摩證百王。 南記詞華之子最、神州心眼此行長。 雲烟吳楚移舟夜、雨雪幽燕伐木章。 奇遇只應通紵縞、拙文那得重班揚。 |

| 李徽中和詩 （李徽中） 浮槎渺渺自何方，南指星辰別友王。 煙濕五湖衣帶緩，芝倉三島髮眉長。 倉茫膜外山河遠，絡續花前錦繡章。 歸橐盎然皆越字，春風燕薊馬蹄揚。 |

在中国的两年间，黎贵惇将其所著《群书考辩》、《聖謨賢範》赠与清朝伴官秦朝釪，广西提督学政朱佩莲评阅，并就有关哲学、史地等问题与他们交流探讨，还在京城与朝鲜使臣鴻啟禧进行了交流。回国之前，黎贵惇采集了一批书籍准备带回越南。有些书籍因违禁令，在返回途中被广西的官员查缴，购书的花费由中国地方官员支付。黎贵惇一行被查收的书籍包括：《渊鉴类涵》（後发还）、《智囊》、《千古奇文》、《神相全书》、《古今治平略》、《紫微斗数》、《封神演义》、《梅花易数》、《说铃》、《击壤集》、《贪欢报》、《山海经》、《大清律》等数十种。黎贵惇对《渊鉴类涵》一书非常重视，专门呈文请求发还。他认为「此书内纂时类诗文、人伦臣道」，可以「广同文之化」。

## 哲學思想

### 宇宙观
黎贵惇认为：「太极者一也、混元一气也。一生二、二生四、以成万物、是太极有一也。」。传统的观念认为，天属阳、主动；地属阴、主静。黎贵惇认为此为「分配之言耳」，「天不静则四维何以安固、七政何以附丽？地不动则只快然一物，而生意几宁息矣」，他得出结论：「天形动面气静，地形静而气动」，提出了「天静地动」的看法。
黎贵惇还以「风气」之说来解释天地之间的运动变化，认为天地皆「风气」。天气下降、地气上腾，由此产生「风气」而周旋于天地之间，引起事物变化。他认为，「风气」存于天地间，「无时不有，非动时有静时无也」。
他从「天人感应」的思想出发，推崇「天人合一」、「天人一理」之说，认为人与自然是可以相通的，是和谐的，人与自然可以齐一。黎贵惇提出天人合一的关键在於「道」，「象数之妙、散於形气、自无出有、自有人无、杳微彰著之间、莫非道也」，「道在事物、事物有道、远而际天蟠地、近而人伦日用、莫不有其理焉，有其义焉、君子固不容以不知也」。人能知「道」，合「道」的方法就是要「正心」、「虚静」，此即「天人合一」之理。

### 理气观
黎贵惇的「理」、「气」观，受到中国宋代理学的影响较大，也据此进一步提出了一些自己的思想。他认为：「盈天地之间皆气也。理者言其实有而非无耳。理无形迹、因气而见、理即在气之中」。「理寓於气、数由於理、生於心、作於事、气之验也」。
现代越南学者认为，黎贵惇「已经走入宋儒唯心之门，又从唯物的道路走出」，因为黎贵惇一反理为本的思想，认为理因气而生，理存在于气之中，有气後有理，理为气之属性，无气则理无所依。

### 对释、老、鬼神的看法
越南黎朝「崇儒重道」，独尊儒学，而对释、老之说多所轻视，而黎贵惇则表现出兼容并蓄的思想。他认为，佛教、道教清虚超寂，高谈道德，纵论形神，自有其高明之处，「吾儒执彼此之见，每每辩驳，其可乎」。释、老之教，地位尽管多有变迁，但「玄风妙法，实与天地相为不朽」。黎贵惇以「气」、「道」之论来说明仙、释的合理性，认为「形神皆资气以立、气聚则道成、散则道不成矣」。
儒家先贤著述讲学的目的之一便是明天地、正人心，因此对神灵、怪异等少有论及。但《左传》一书多载神怪之事，黎贵惇据此而认为：「大抵天地之间不出阴阳二气而已。气即理也，知此理此气之未尝无，则知鬼神之非无矣」。

### 善恶观
黎贵惇大体上接受并发扬了宋儒朱熹的思想。他在《陰騭文注》中写道，陰騭文「使人慕於为善而不敢为恶、其有关於世教大矣」。他认为：
|  | 人莫不有人心、莫不有道心、人心是人欲、道心是天理、顾得一分天理，便稍得一分人欲、人欲胜则为恶、天理胜则为善。 |

黎贵惇认为，善恶必有报应，而且对于家庭和国家都关系重大。「行善则近报在自己、远报在儿孙」，「百福骈臻，千祥云集」。此即所谓「积善有余庆」、「积善降百祥」之意。由此，家「可以膺吉康、成福禄」，国「可以厚风俗、跻太平、其道甚大」。
黎贵惇在扬善抑恶的目的看法上，与朱熹较为类似，都是要追求圣人君子的境界，圣人具有「道心」，能专一於「天理」，即「克己复礼、天下归仁」的思想。他编著《陰騭文注》的目的，即为「普劝人士、共期克己复礼、据德怀仁，以趋于君子之域」。

## 社会改革相關
黎贵惇生活在越南後黎朝的郑阮纷争时代，国家长期处于内战和分裂之中。黎贵惇认为礼乐法度，应该「应辰（时）立教，通变宜民」、实行改革。1764年郑主政权的郑楹执政时，他曾上疏请「立法度、定经制」，建议权时之变，厘定法制。他认为「法制者、亦惟设官职、经文伟武、谨虑审令、劝学立教」，整顿社会秩序，以达到「威令禀然」、「分义秩然」、「礼文灿然」，「消內外臣民凌戾乖爭之氣」，正人心，維風俗。但其主張當時并未被采納。1767年，靖王鄭森執政後，黎貴惇又屢有上疏諫言，頗受重視，1771年，黎貴惇就限制黎氏朝廷權力、某些官職的選任方式、勘察土地及增加兵役丁數等方面提出改進措施，表陳四事，鄭森「皆以為然、即令行之」。
另外，黎貴惇還主張減輕刑罰、蠲免錢糧，使民得以生繁。1776年他出任順化協鎮撫後，提出治理順化的首要任務在於「奠民居、通民利、祛民害」，顯示出其「民本」的意識。

## 對越南國內外文化的態度

### 對西方文化的態度
十八世紀前後，越南上流社會對西方文化普遍表現出抵制、防衛甚至蔑視的態度，不愿過多接觸西方文化。黎貴惇對待近代西方文化和科學持較為開明的態度，他愿意了解和接受中國、越南等東方國家以外的世界。黎貴惇出使清朝期間，閱讀了一些西方傳教士在華的著作，他曾評價歐羅巴人利瑪竇、南懷仁、艾儒略等：
|  | 說天道地、淵奧無窮、治理歷法、亦多先儒所未發。 |

他曾征引《坤輿圖說》中關于大氣浮力的學說，以證明其認為天地間有氣充盈之觀點的正確。黎貴惇廣泛研讀《坤輿圖說》、《地理志》、《四裔列傳》、《佛國記》、《使高麗錄》、《元征西域記》、《真臘風土記》、《鄭和下西洋記》等著作，相信赤縣九州之外還有「大瀛海環其外」的九州，并認為宇宙乾坤是無限的，「廣輪際蟠、寥廓綿邈、無窮無極」。
黎貴惇在順化期間，阮主政權的一位工匠阮文誘曾留學荷蘭，對西方科技知識比較熟悉，於是將其事跡載入其著作中，而當時的其他學者對于這種身份低微的匠人卻很少關注。另外，他亦在其著作中詳細記載了西方的兩種自鳴鐘及其運行原理，并非將其視為「奇技淫巧」而摒棄。

### 華夷思想相關
中國傳統的「華夷之辨」思想廣為越南士大夫階層所接受。另外，一些古代越南文化階層也自認為是神農之後，以「華」、「漢」自稱的情況在越南封建時代經常存在。而在強調越南自身也為「華」、「漢」的同時也盡量突出本民族特征，并強調自身文化的優秀以及同中國的差異（可參考小中華思想）。
這種文化形態在包括黎貴惇在內的越南傳統知識階層都有所體現。黎貴惇認為：「越邦肇啟、文明無遜中國」。他曾對比漢代交趾郡與南海郡（今屬廣東）、蒼梧、合浦、郁林（今屬廣西）的戶口、地域數量、范圍等，認為交趾發達於南海等郡，并以交趾刺史兼統兩廣而治於龍編（今河內）為據，認為「以本國都城為正中之地、四方之所湊會」。此以國都為天下之中心的觀點，與中國古代的天下觀念極為相似。黎貴惇在出使中國期間，他對清朝官員在文書中使用「夷官夷目」來指稱安南使臣非常不滿，并向廣西布政使葉存仁提出交涉。

### 對本民族文字、文學的態度
越南後黎朝時代，經濟文化達到了一個新的高峰，文化名人增多，著述載籍逐漸豐富，民族意識也同時凸顯出來。黎貴惇是一個比較具有民族意識的學者，他對越南本民族文字、文學都做出了很大的貢獻。
應舉時，黎貴惇使用喃字作散文，沖擊越南科舉必須完全使用漢字的成規；入仕後，突破朝廷必須行漢文（文言文）的規定，用漢喃文作奏折。他的著作中，也有很多使用本民族的喃字著成的。
黎貴惇以「融會」和「創造」的精神來整理、審視并反思越南文化，他在其著述中經常贊頌越南歷史上的名人，如參與營建北京紫禁城的阮安、發明神銃的胡元澄等。

## 以黎贵惇命名的学校
- 黎贵惇普通中学，胡志明市
- 黎贵惇技术大学（Đại học Kỹ thuật Lê Quý Đôn），河内

## 腳注
1. ↑  《欽定越史通鑒綱目》，正篇，卷四一。
2. ↑  越南《南風》雜志。1938年，第144、145期連載《黎桂堂先生小史》
3. ↑  《大越史記全書》，陳荊和校合，日本東京大學東洋文化研究所，昭和六十年版，第1135頁
4. ↑  鄭主執政時代，鄭主設立府僚將後黎朝朝廷的權力完全架空，朝廷只是個擺設。朝廷的兵部沒有實權。軍事事務完全由府僚中的兵番管理。
5. ↑  越南《南風》雜志，1938年，第144、145期，《黎桂堂先生小史》
6. ↑  鄭主時代，朝廷無實權，一切事務由鄭主的府僚管理。鄭主多被朝廷封為丞相，事實上是攝政王。府僚中「參從」的權力相當於宰相，「陪從」、「陪訟」相當於副宰相。
7. 1 2  文新：《简论黎贵惇——越南封建时期的博学之士》。越南，《历史研究》，1963年第4期。
8. ↑  越南社会科学委员会：《越南历史》中文版，北京：人民出版社1977年版，第490页。
9. 1 2  楊明：《黎貴惇的材料收集方法試探》，越南，《歷史研究》，1964年第4期。
10. ↑  《北使通錄·題辭》，黎貴敦
11. ↑  黎贵惇：《北使通录》。卷四。
12. 1 2 3 4  黎贵惇：《蕓臺類語》，卷一，理气篇
13. ↑  黎贵惇：《蕓臺類語》，自序
14. 1 2  黎贵惇：《见闻小录·禅逸》
15. ↑  黎贵惇：《蕓臺類語》，理气篇
16. ↑  黎贵惇：《陰騭文注》题辞，见于丁潘辉注：《历朝宪章类志·文籍志》。
17. ↑  《欽定越史通鑒綱目》，卷四二
18. ↑  《撫邊雜錄》，自序
19. ↑  《黎朝通史》，卷首 《作史旨要》
20. ↑  《蕓臺類語》，卷三 區宇篇。
21. ↑  《撫邊雜錄》，卷六
22. ↑  黎貴惇，《全越詩錄》，例言。見《皇越詩選》，卷七。
23. ↑  《撫邊雜錄》，卷一
24. ↑  《北使通錄》，卷四

## 外部連接
- 维基共享资源上的相關多媒體資源：黎贵惇